# Jacques Canetti
Jacques Canetti (Ruse, 30 maggio 1909 – Suresnes, 7 giugno 1997) è stato un produttore discografico e direttore artistico francese.
Può essere considerato lo scopritore di Georges Brassens, Jacques Brel, Guy Béart, Félix Leclerc, Francis Lemarque, Serge Gainsbourg, Henri Salvador, Boris Vian, Raymond Devos, Fernand Raynaud, Anne Sylvestre, Pierre Dac e Francis Blanche, Juliette Gréco, Catherine Sauvage, Claude Nougaro e molti altri artisti francofoni.
Fondò il cabaret Les 3 Baudets a Parigi e fu direttore dell'etichetta discografica Philips Polydor fino al 1962. Successivamente fondò la sua etichetta: Les Productions Jacques Canetti.
Jacques Canetti era il fratello dello scrittore e premio Nobel Elias Canetti.
Jacques Canetti si è laureato all'HEC Paris.